# Campoletis californica
Campoletis californica là một loài tò vò trong họ Ichneumonidae.